# Agriocnemis femina
Agriocnemis femina là một loài chuồn chuồn kim trong họ Coenagrionidae.
Loài này được xếp vào nhóm Loài ít quan tâm trong sách Đỏ của IUCN năm 2009.
Agriocnemis femina is in 1868 voor het eerst wetenschappelijk beschreven bởi Brauer.